# Can Descolls
Can Descolls és una obra de Santa Pau (Garrotxa) inclosa a l'Inventari del Patrimoni Arquitectònic de Catalunya. Alguna gent de Santa Pau també la coneix pel nom de "Jordà".

## Descripció
És un casal de planta rectangular amb teulat a dues aigües. Disposa d'una planta baixa destinada al bestiar, planta noble i primer pis. La llinda de la porta principal porta la data "1585" i damunt ella hi ha una finestra, molt feta malbé, que segueix les línies del gòtic. Va ser bastida amb carreus molt ben tallats, destinats als cantons i les obertures, i més petits i pedra volcànica per fer els murs. Segurament hi va existir un petit molí per moldre grà, ja que encara hi resta una pedra de moldre al costat de la porta. Al costat del casal hi ha dues grans pallisses, conservant, una d'elles, la següent inscripció damunt una de les pedres: "ANCr REN/COLI IHS S 1633/N".